# 马特乌什·比斯库普
马特乌什·比斯库普（波蘭語：Mateusz Biskup，1994年2月8日—），波兰男子赛艇运动员。他曾代表波兰参加世界赛艇锦标赛，获得一枚金牌、一枚银牌和一枚铜牌。他也曾参加2016年和2020年夏季奥林匹克运动会。